# Jack Ryan (serie televisiva)
Tom Clancy's Jack Ryan o semplicemente Jack Ryan è una serie televisiva creata da Carlton Cuse e Graham Roland, ed è basata sul personaggio di Jack Ryan creato da Tom Clancy.

## Trama

### Prima stagione
Quando l'analista della CIA Jack Ryan si imbatte in una serie sospetta di trasferimenti bancari, la sua ricerca di risposte lo allontana dalla sicurezza del suo lavoro e lo catapulta in un micidiale gioco in tutta Europa e nel Medio Oriente, con un'immancabile figura di terrorista che si prepara a un massiccio attacco contro gli Stati Uniti e i suoi alleati.

### Seconda stagione
Dopo aver rintracciato una spedizione sospetta nella giungla venezuelana, Jack Ryan va in Sud America per indagare. Quando Jack minaccia di svelare un complotto di vasta portata, il presidente del Venezuela contrattacca colpendolo nel vivo e spingendolo a una missione tra USA, Regno Unito, Russia e Venezuela per svelare la trama del presidente e portare stabilità in un paese sull'orlo del caos.

### Terza stagione
Nella terza stagione di Jack Ryan, Jack corre attraverso l'Europa contro il tempo per impedire a una fazione all'interno del governo russo di restaurare l'impero sovietico e iniziare la terza guerra mondiale.

### Quarta stagione
Nella quarta e ultima stagione, Jack che è nel frattempo diventato vicedirettore ad interim della CIA si trova a dover sventare un piano criminale finalizzato a colpire al cuore l'America e reso possibile da complicità e corruzione che si spingono fino ai più alti livelli del governo.

## Episodi
| Stagione         | Episodi | Pubblicazione USA | Pubblicazione Italia |
| ---------------- | ------- | ----------------- | -------------------- |
| Prima stagione   | 8       | 2018              | 2018                 |
| Seconda stagione | 8       | 2019              | 2019                 |
| Terza stagione   | 8       | 2022              | 2022                 |
| Quarta stagione  | 6       | 2023              | 2023                 |

## Personaggi e interpreti

### Personaggi principali
- Jack Ryan[2][3] (stagioni 1-4), interpretato da John Krasinski, doppiato da Carlo Scipioni.
- Cathy Mueller[4] (stagioni 1 e 4), interpretata da Abbie Cornish, doppiata da Gea Riva.
- James Greer[5] (stagioni 1-4), interpretato da Wendell Pierce, doppiato da Stefano Mondini.
- Mousa Bin Suleiman (stagioni 1), interpretato da Ali Suliman, doppiato da Francesco Sechi.
- Hanin Ali (stagione 1), interpretata da Dina Shihabi, doppiata da Mattea Serpelloni.
- Matice (ricorrente stagione 1, stagione 2), interpretato da John Hoogenakker, doppiato da Patrizio Cigliano.
- Harriet "Harry" Baumann (stagione 2), interpretata da Noomi Rapace.
- Mike November (stagioni 2-4), interpretato da Michael Kelly, doppiato da Francesco Bulckaen.
- Marcus (stagione 2), interpretato da Jovan Adepo.
- Nicolas Reyes (stagione 2), interpretato da Jordi Mollà.
- Gloria Bonalde (stagione 2), interpretata da Cristina Umaña.
- Miguel Ubarri (stagione 2), interpretato da Francisco Denis.
- Elizabeth Wright (stagioni 3–4), interpretato da Betty Gabriel
- Luka Goncharov (stagione 3), interpretato da James Cosmo
- Petr Kovac (stagione 3), interpretato da Peter Guinness
- Alena Kovac (stagione 3), interpretato da Nina Hoss
- Alexei Petrov (stagione 3), interpretato da Alexej Manvelov
- Domingo Chavez (stagione 4), interpretato da Michael Peña
- Adebayo 'Ade' Osoji (stagione 4), interpretato da Okieriete Onaodowan
- Chao Fah (stagione 4), interpretato da Louis Ozawa Changchien
- Zeyara Lemos (stagione 4), interpretato da Zuleikha Robinson

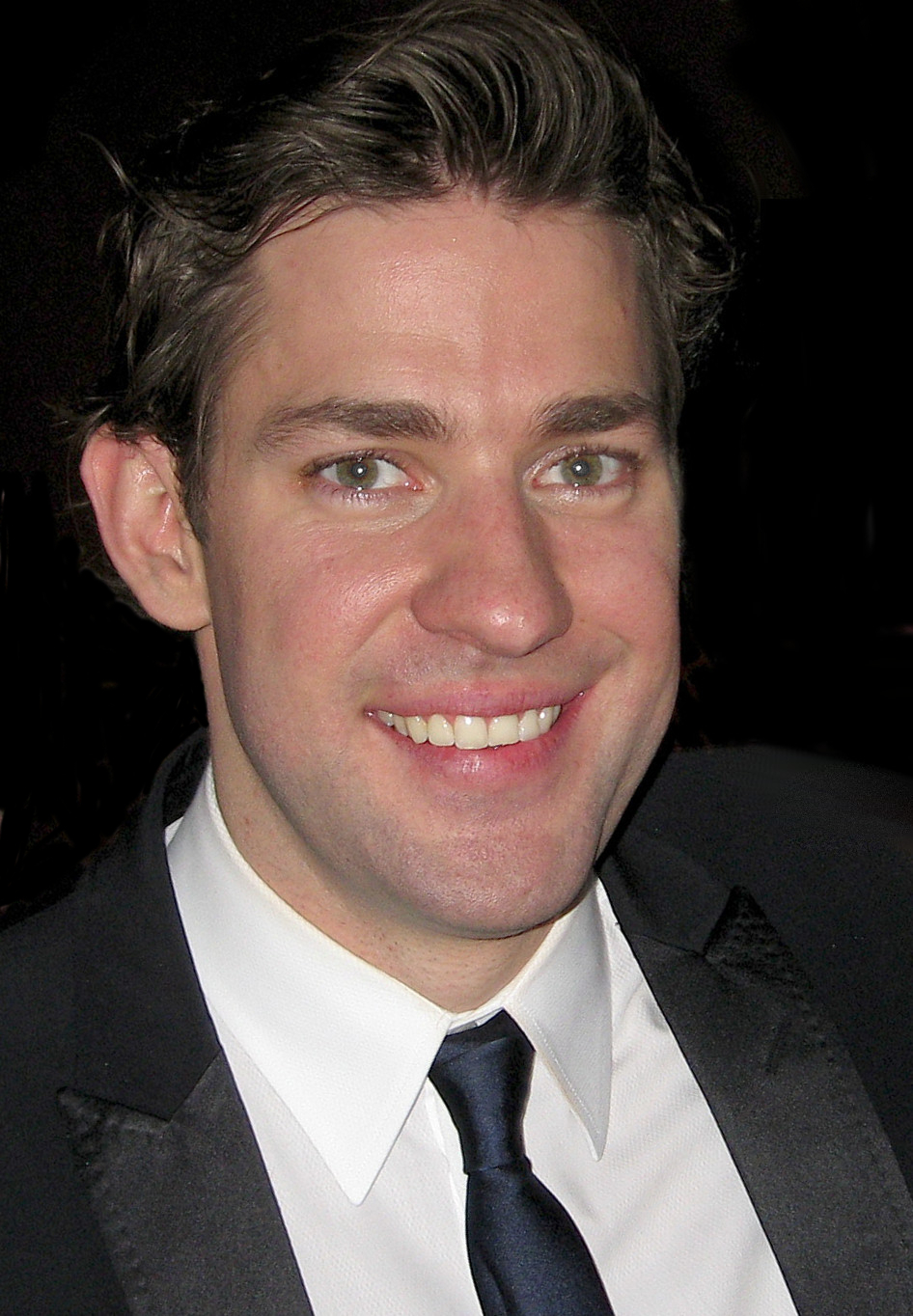
John Krasinski
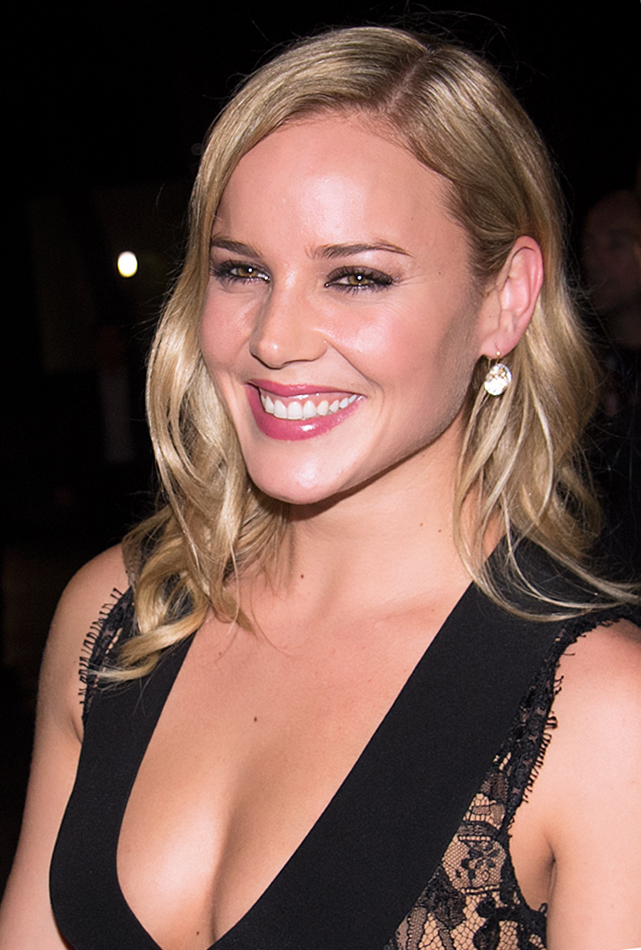
Abbie Cornish
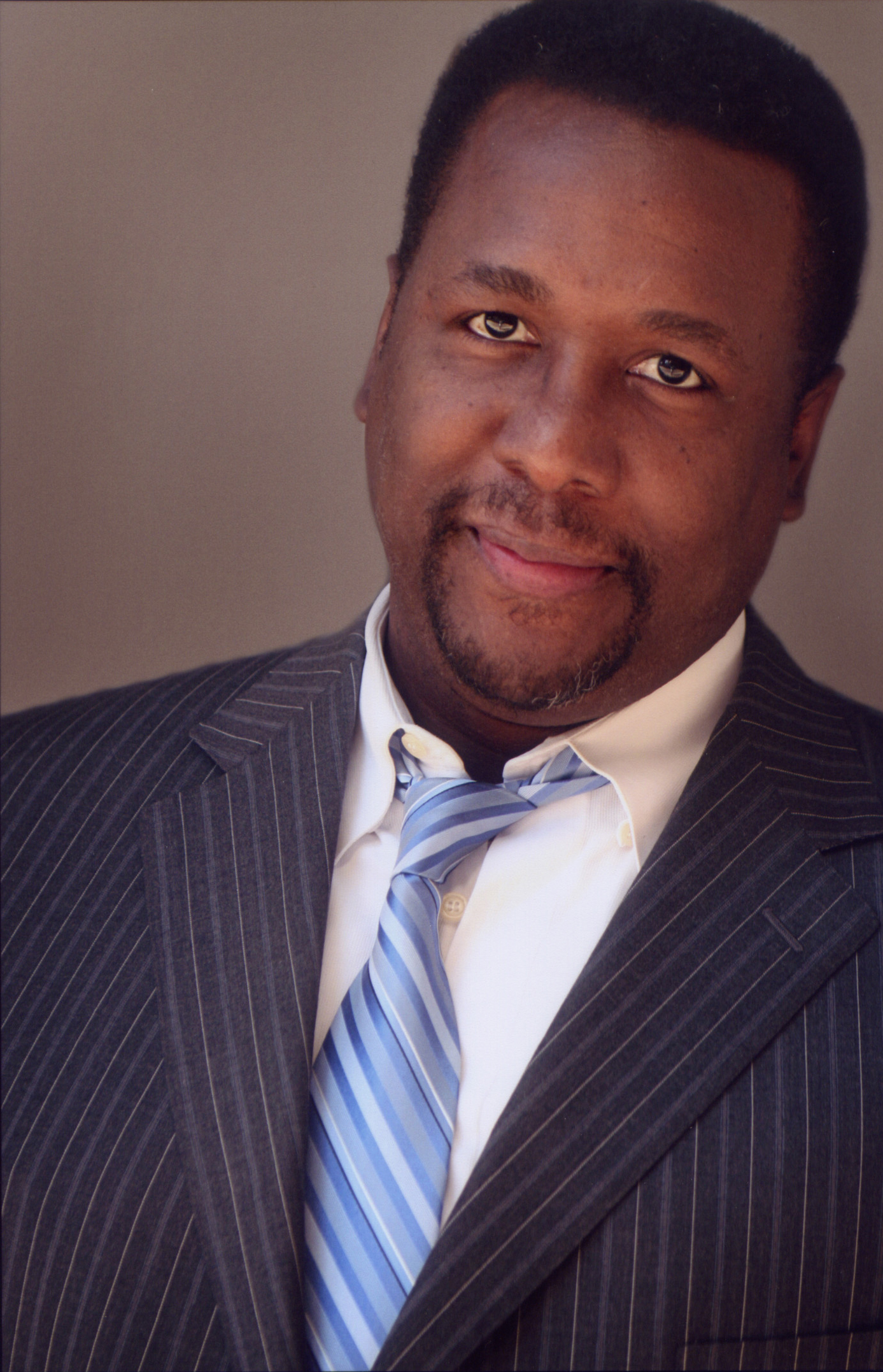
Wendell Pierce
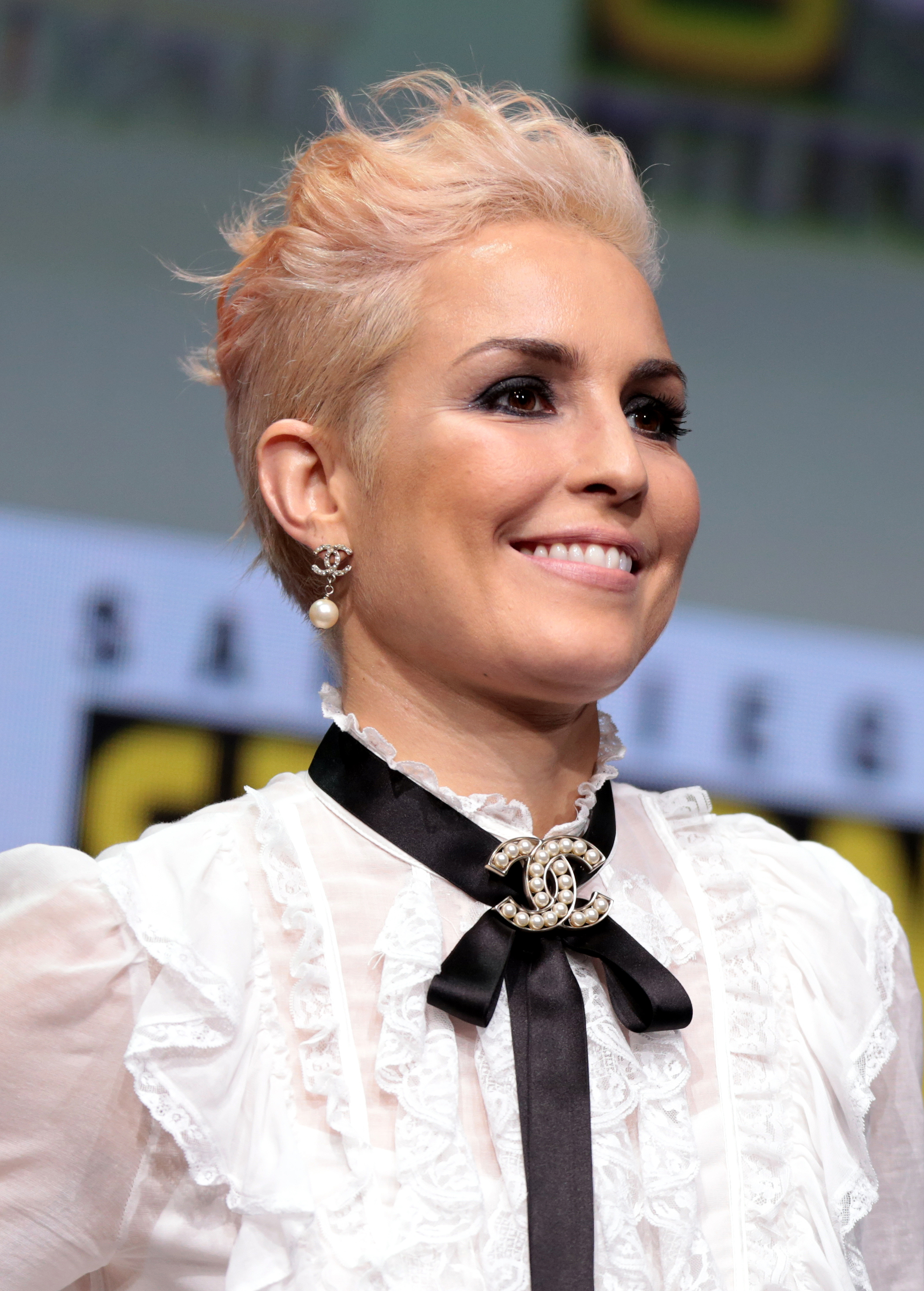
Noomi Rapace
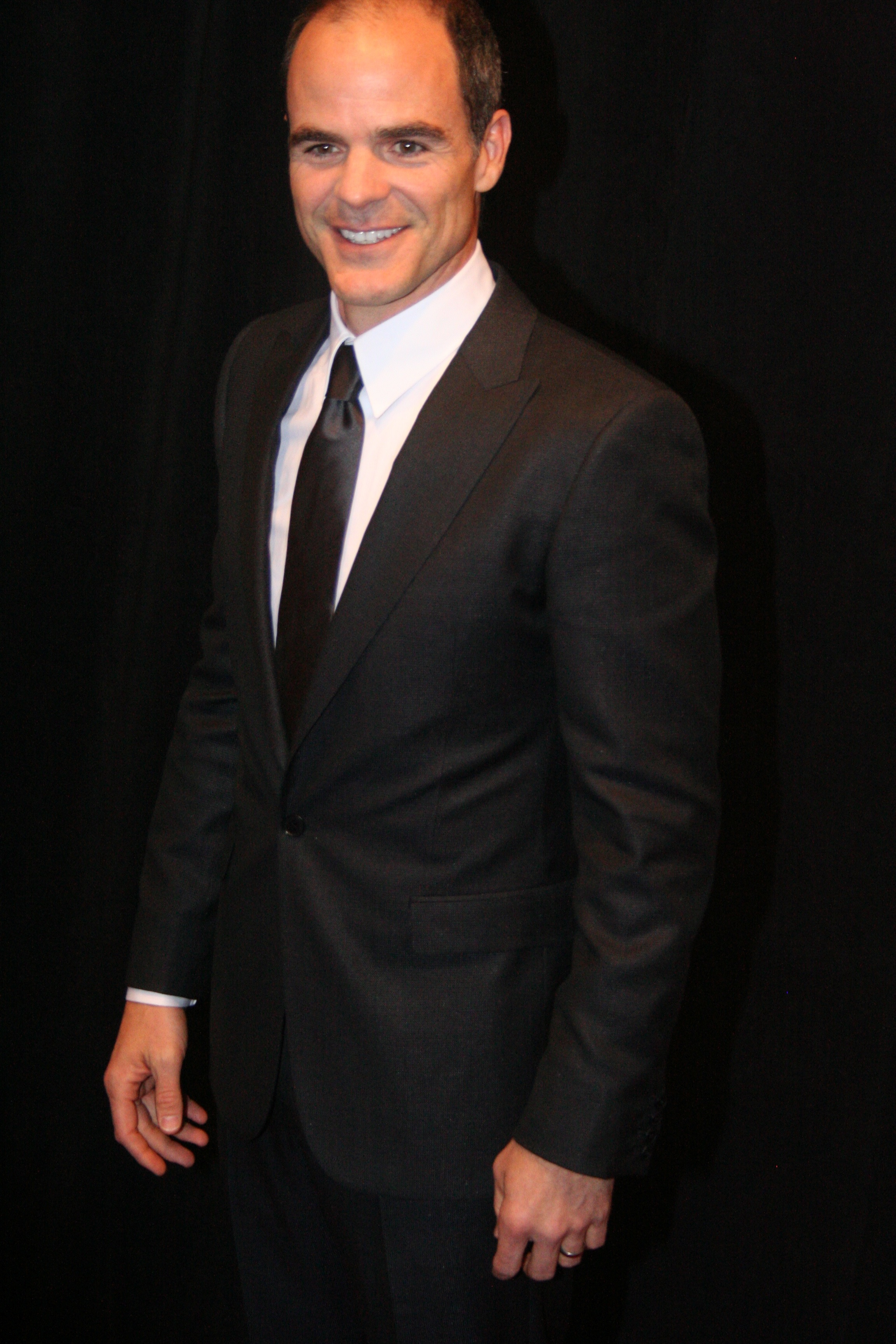
Michael Kelly
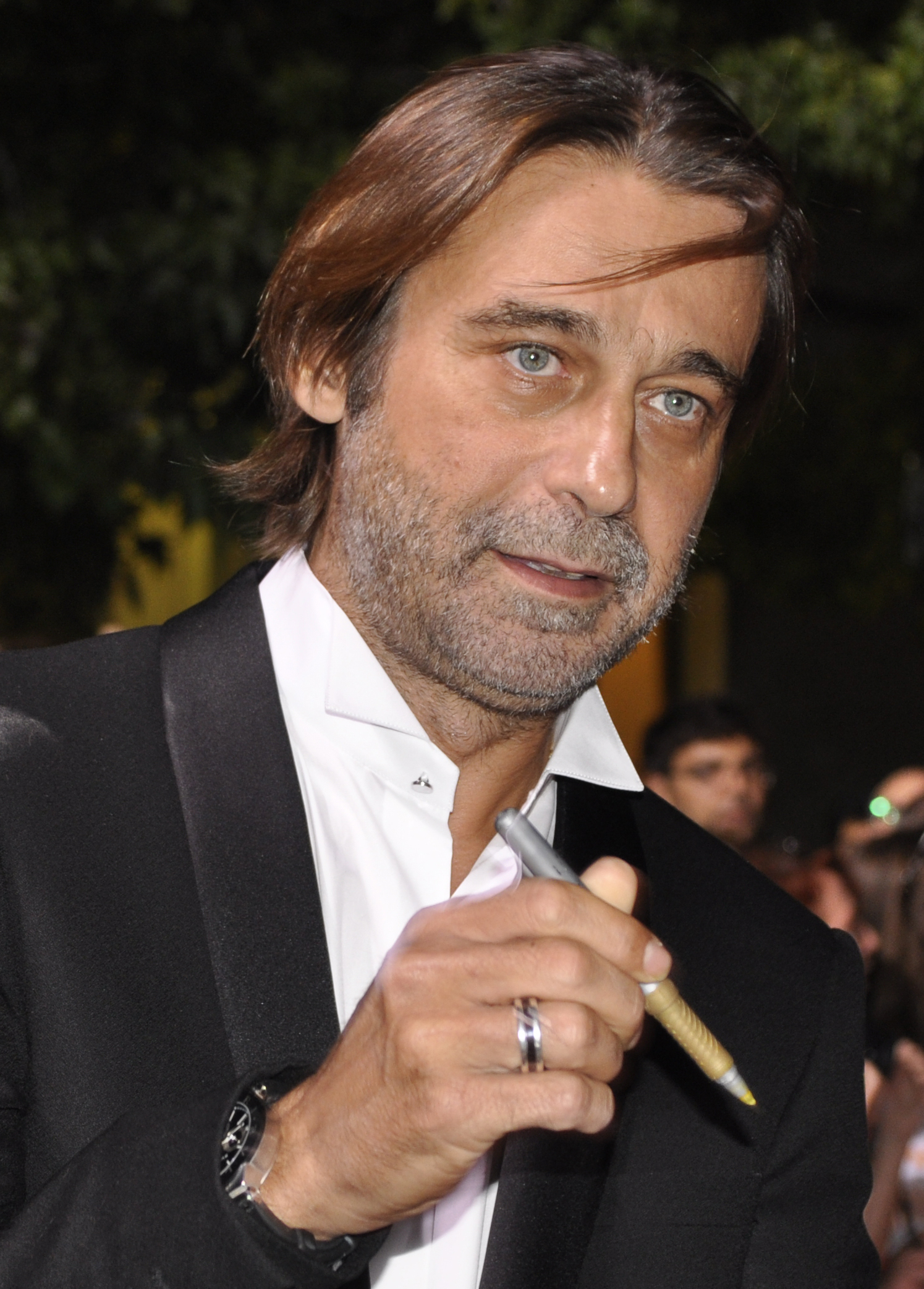
Jordi Mollà
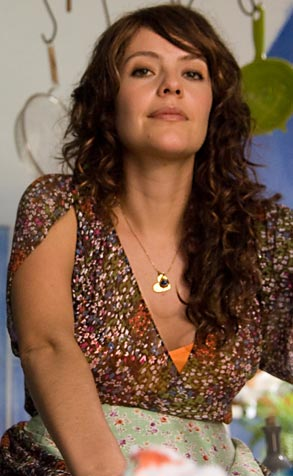
Cristina Umaña

### Personaggi secondari
- Samir, interpretato da Karim Zein.
- Sara, interpretata da Nadia Affolter.
- Rama, interpretata da Arpy Ayvazian.
- Ali, interpretato da Haaz Sleiman, doppiato da Carlo Petruccetti.
- Ibrahim[6], interpretato da Amir El-Masry.
- Ansore Dudayev, interpretato da Goran Kostić.
- Nathan Singer[7], interpretato da Timothy Hutton, doppiato da Angelo Maggi.
- Patrick Klinghoffer, interpretato da Adam Bernett, doppiato da Gianluca Cortesi.
- Noreen Yang, interpretata da Eileen Li, doppiata da Valentina Perrella.
- Tarek Kassar[8], interpretato da Mena Massoud, doppiato da Alessandro Campaiola.
- Jabir, interpretato da Zarif Kabier.
- Yazid, interpretato da Kamel Labroudi.
- Amer, interpretato da Shadi Janho.
- Layla Navarro, interpretata da Victoria Sanchez, doppiata da Emanuela D'Amico.
- Dr. Nadler, interpretato da Matt McCoy, doppiato da Mauro Gravina.
- Sandrine Arnaud, interpretata da Marie-Josée Croze, doppiata da Antilena Nicolizas.
- Victor Polizzi, interpretato da John Magaro, doppiato da Federico Viola.
- D.O. Shelby Farnsworth, interpretato da Daniel Kash, doppiato da Ambrogio Colombo.
- Colonnello Al Radwan, interpretato da Jameel Khoury.
- Danny, interpretato da Kenny Wong, doppiata da Sacha Pilara.
- Teresa, interpretata da Emmanuelle Lussier-Martinez.
- Marcus Trent[9], interpretato da Al Sapienza.
- Fathi, interpretato da Chadi Alhelou.
- Bruno Cluzet, interpretato da Stephane Krau, doppiato da Fabrizio Picconi.
- Ava Garcia, interpretata da Yani Marin.
- Lance Miller, interpretato da Jonathan Bailey.
- Rebecca, interpretata da Natalie Brown.
- Sue Joyce, interpretata da Blair Brown, doppiata da Stefania Giacarelli.
- D.N.I. Bobby Vig, interpretato da Ron Canada, doppiato da Michele Gammino.
- Ismail Ahmadi, interpretato da Youness Benzakour.
- Presidente Pickett, interpretato da Michael Gaston.
- Marabel, interpretata da Julianne Jain.

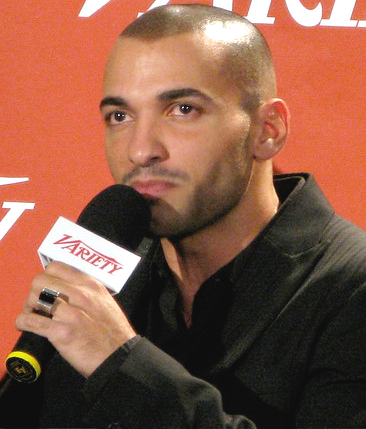
Haaz Sleiman
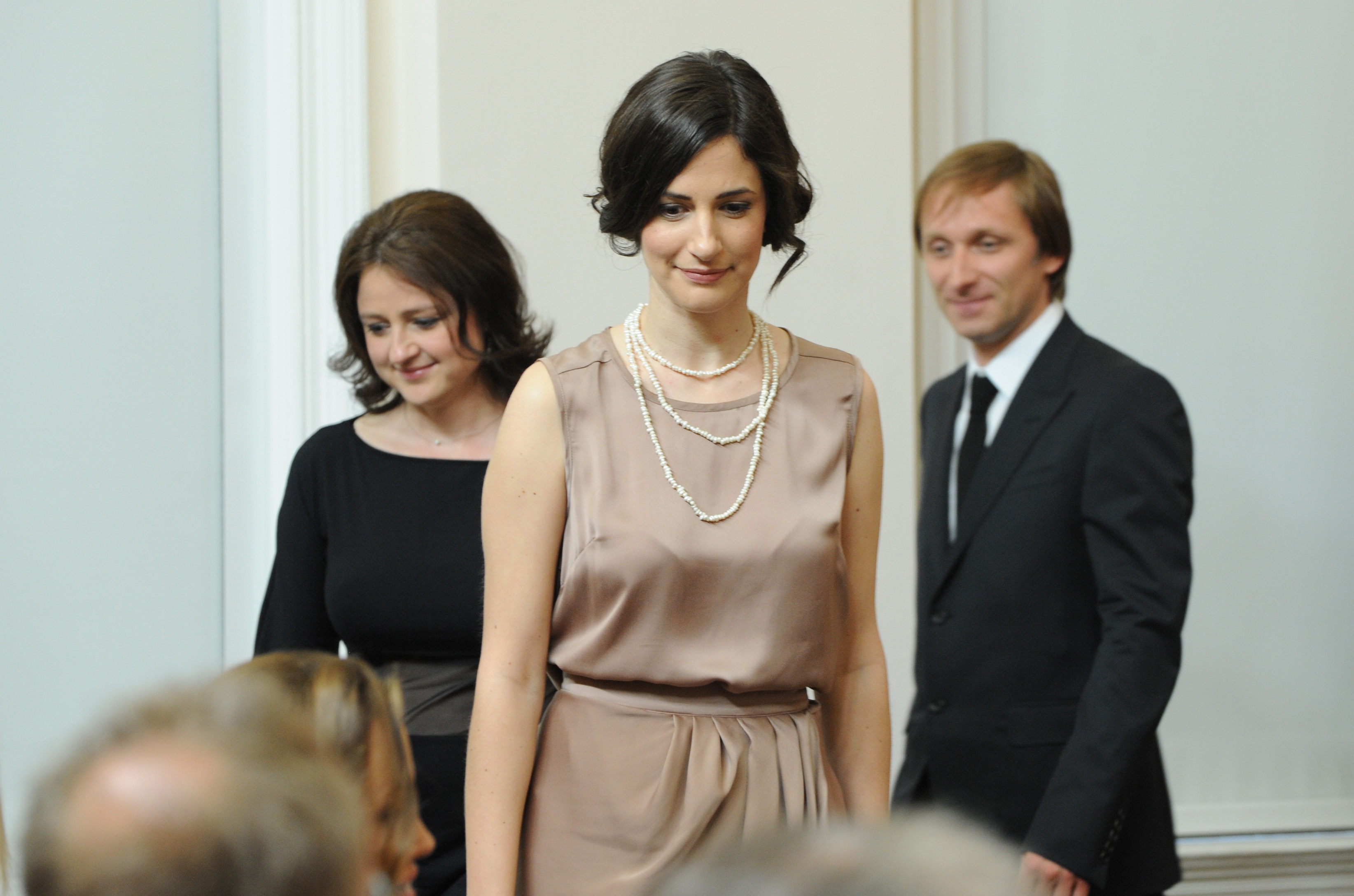
Goran Kostić
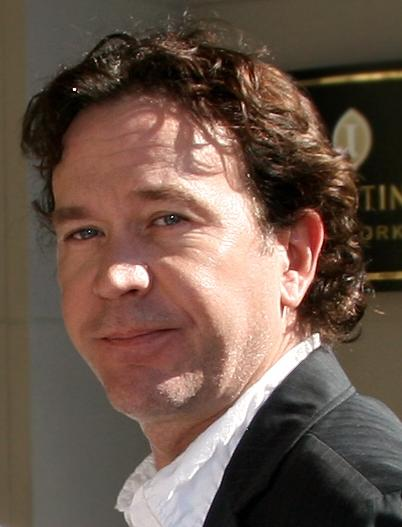
Timothy Hutton
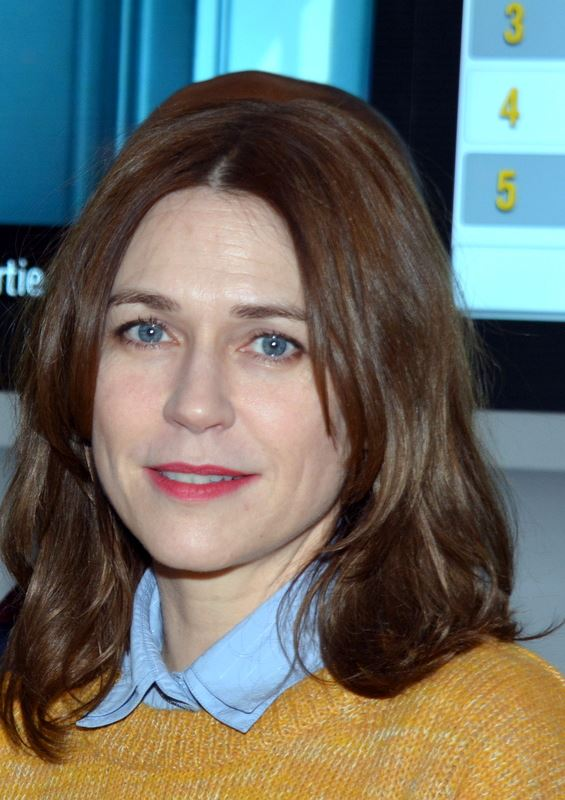
Marie-Josée Croze
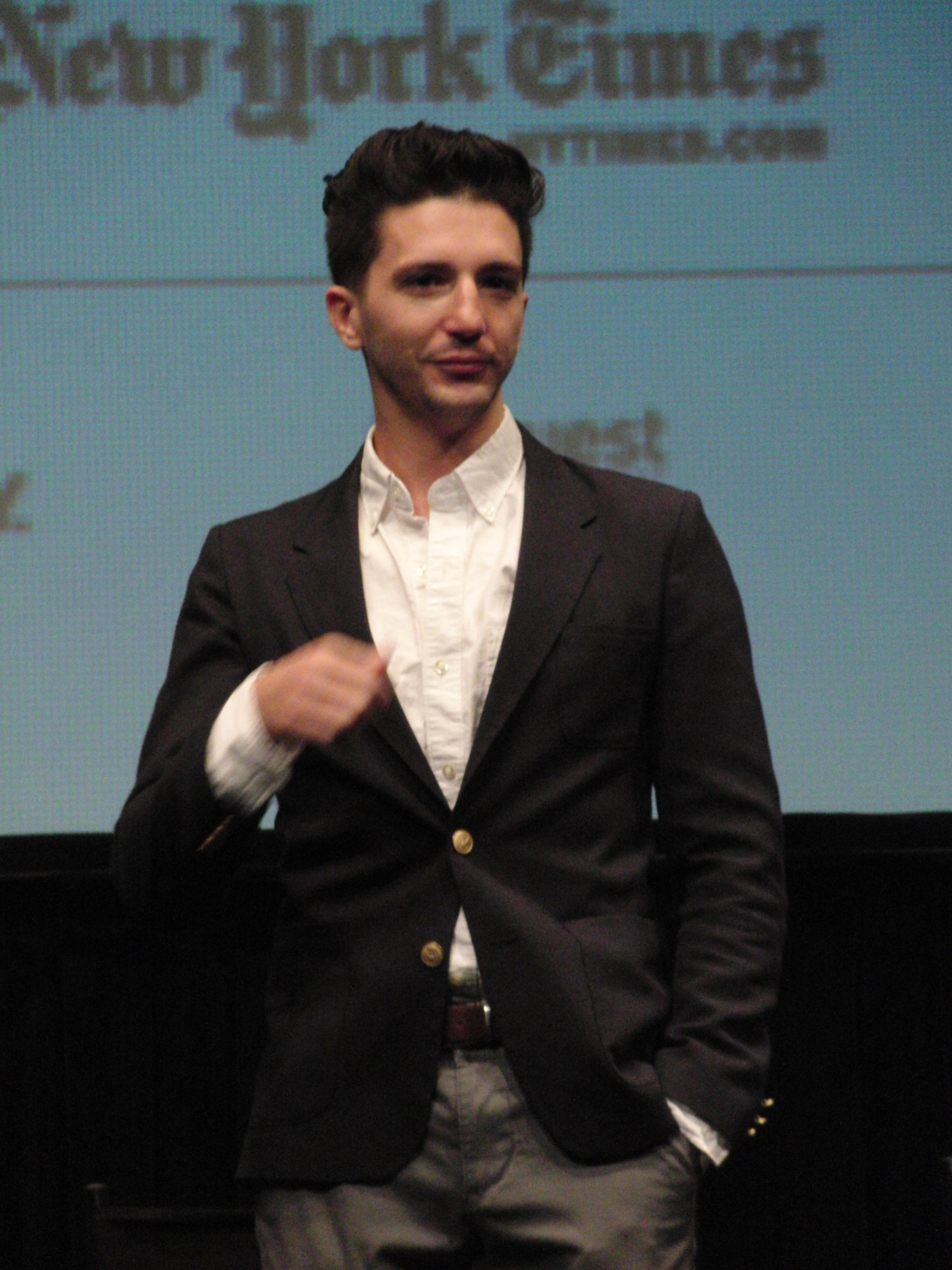
John Magaro
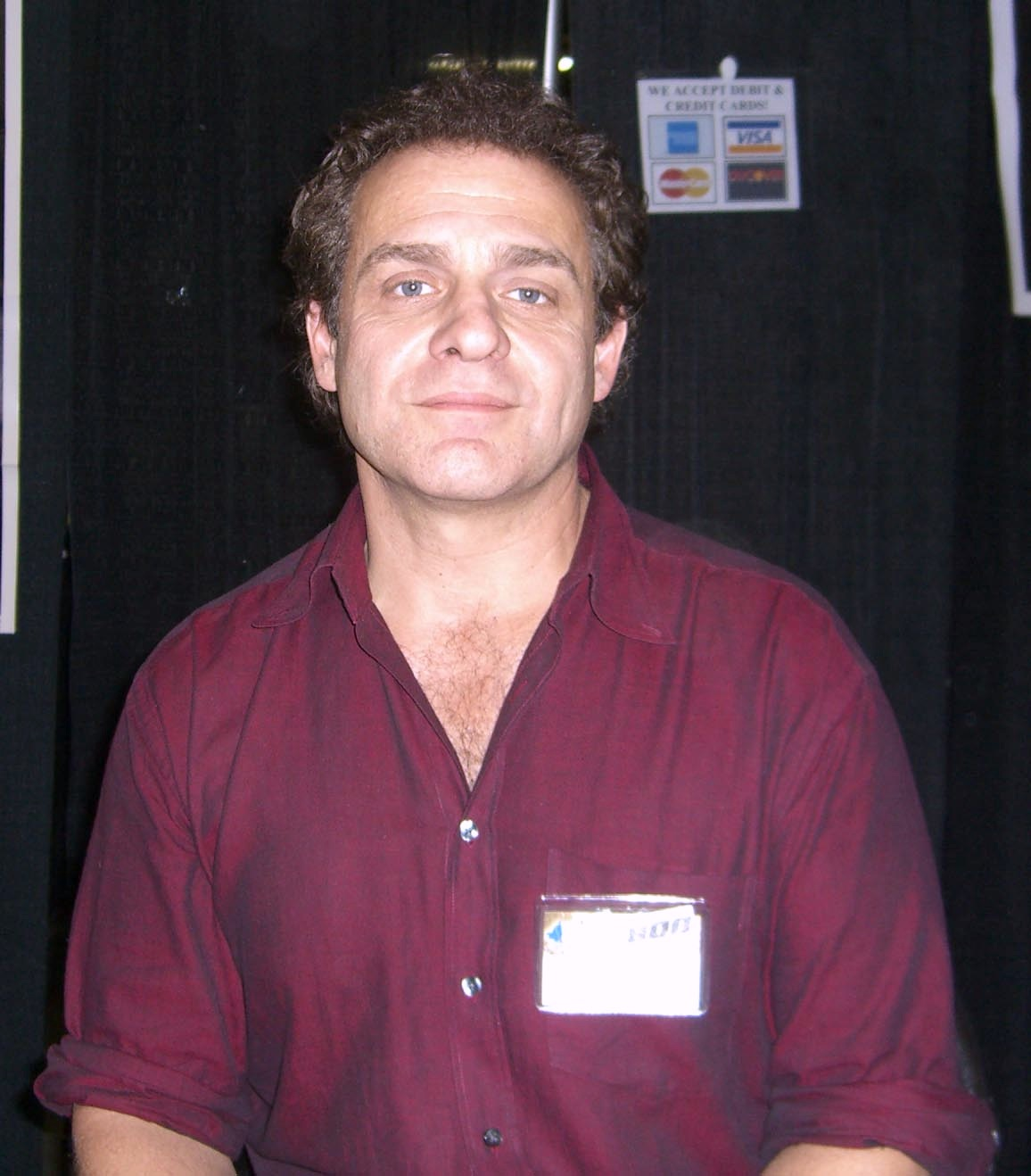
Daniel Kash
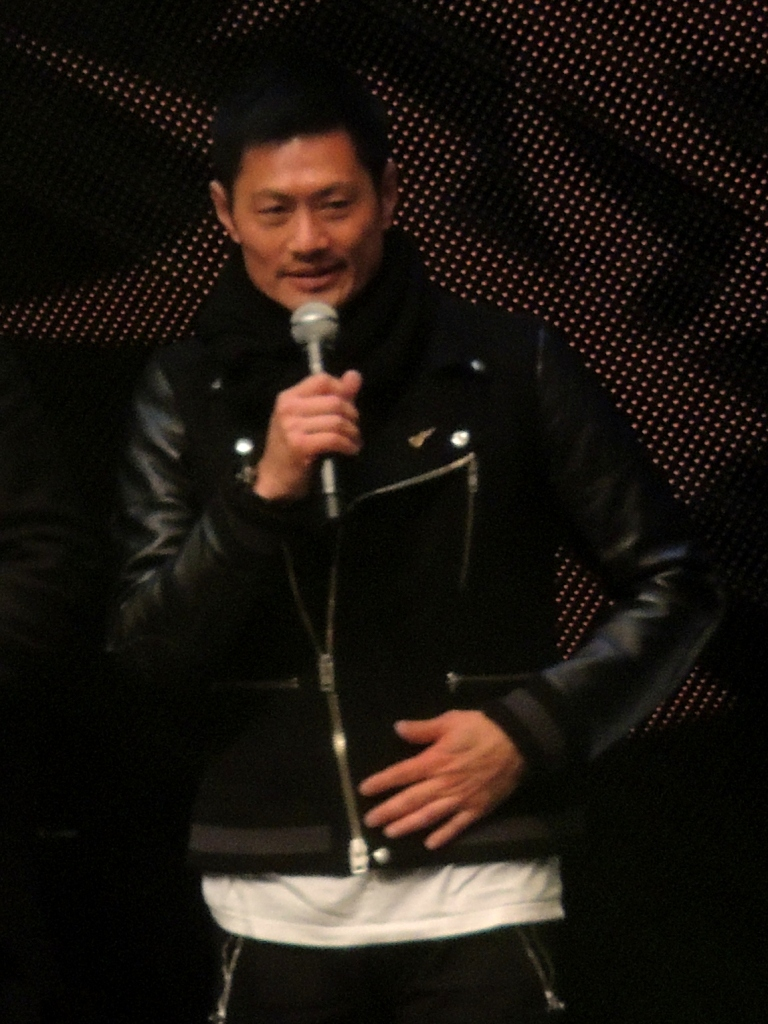
Kenny Wong
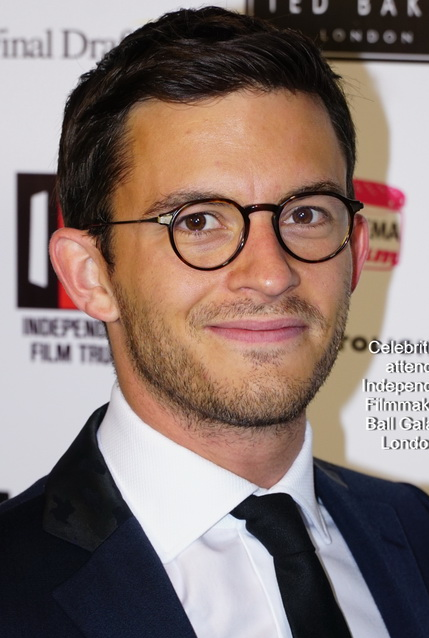
Jonathan Bailey
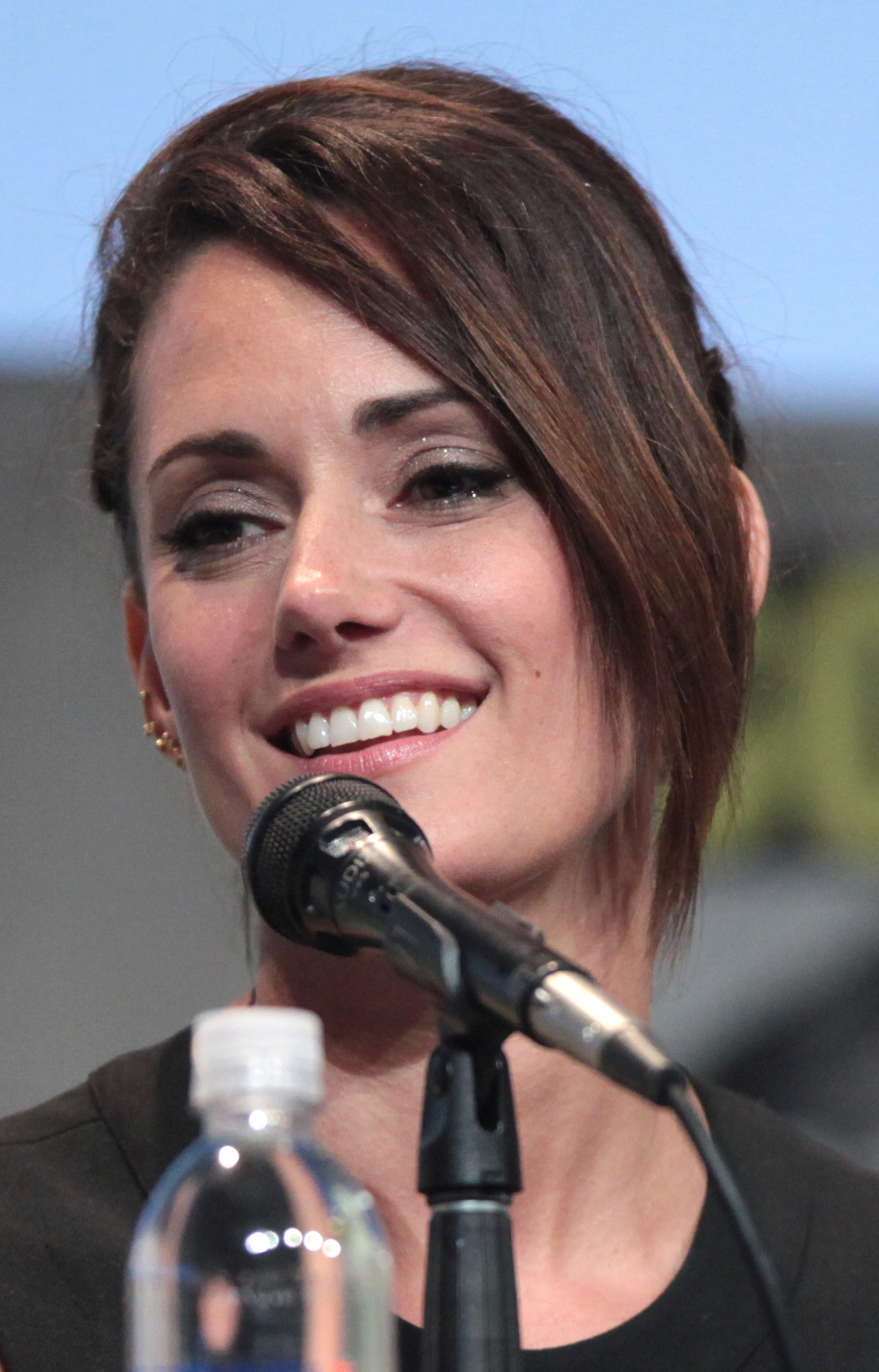
Natalie Brown
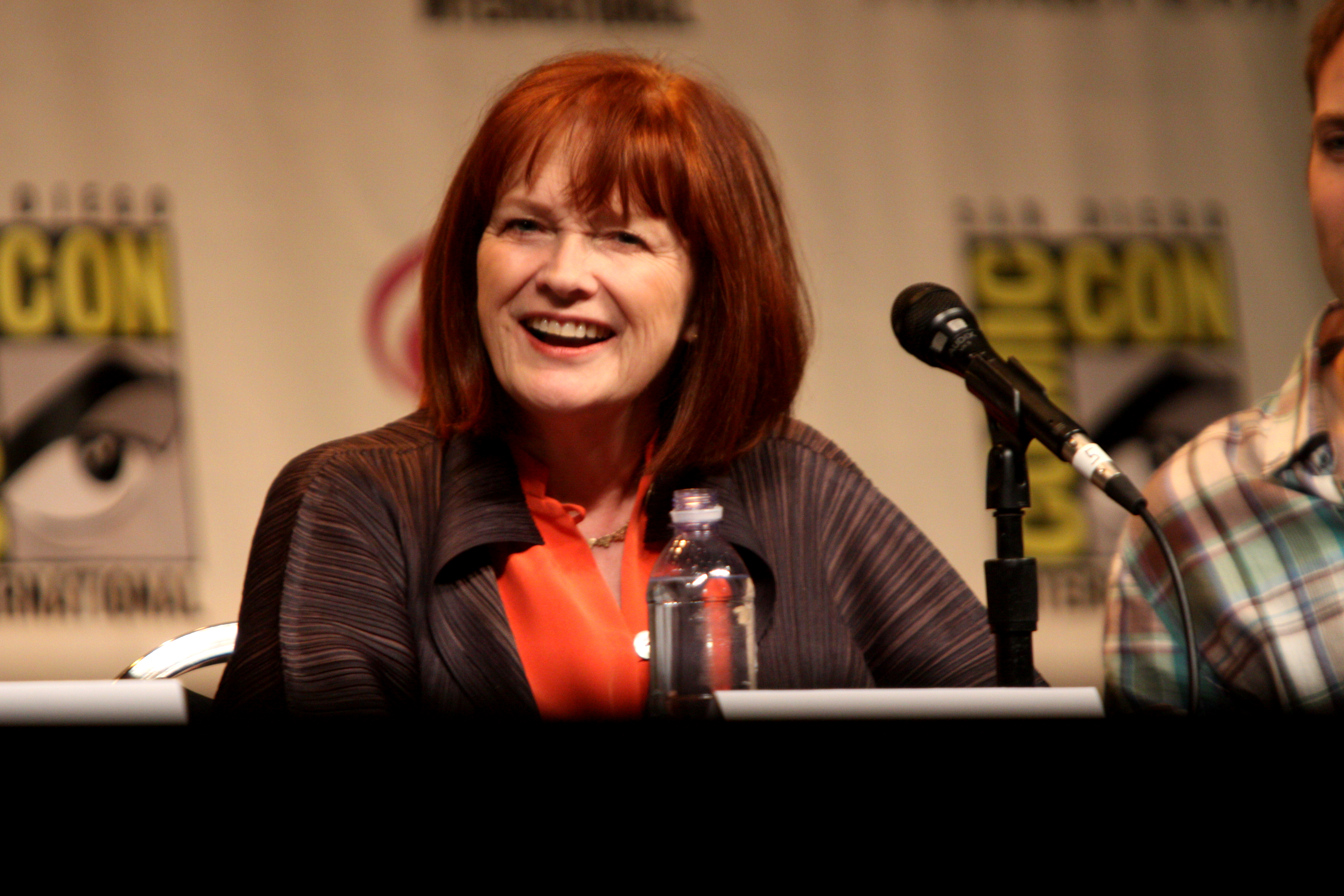
Blair Brown
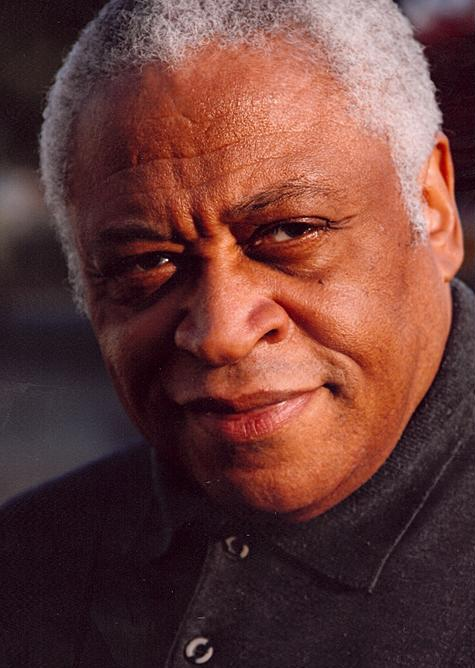
Ron Canada

### Guest star
- Joe Mueller, interpretato da Victor Slezak.
- Dr. Yen, interpretata da Jenny Raven.
- Blanche Dubois, interpretata da Cynthia Preston.
- Stanley, interpretato da Lee Tergesen.
- Buster, interpretato da John Robinson.
- Tony, interpretato da Numan Acar.
- Colonnello Robert Phelps, interpretato da Conrad Coates.
- Kalie Horn, interpretata da Karen LeBlanc.
- Dr. Roger Wade, interpretato da Jonathan Potts.

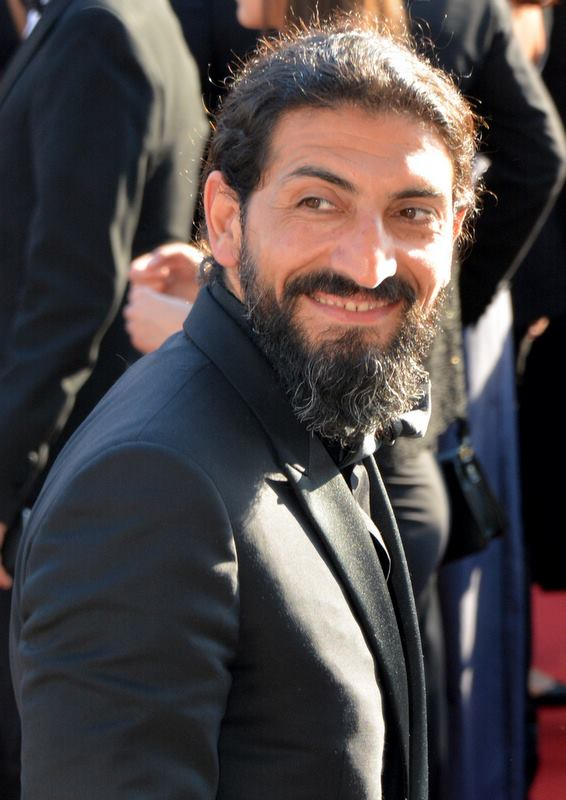
Numan Acar
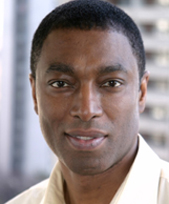
Conrad Coates
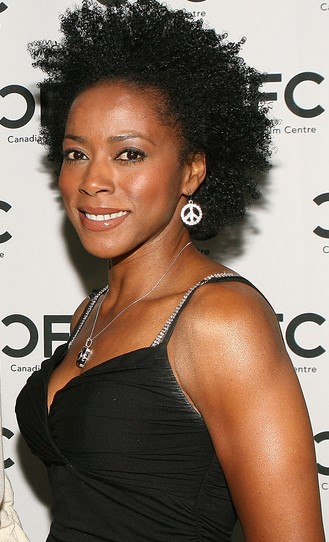
Karen LeBlanc

## Produzione
Il 24 aprile 2018, quattro mesi prima dell'esordio della prima stagione, Amazon rinnova la serie per una seconda stagione. Il 14 febbraio 2019, la serie viene rinnovata anche per una terza stagione.
Il 24 luglio 2019 è stato pubblicato il primo trailer ufficiale della seconda stagione e il 5 settembre 2019 il secondo; l'intera stagione è stata pubblicata il 1º novembre 2019.

### Sviluppo
Il 22 settembre 2015 è stato annunciato da Deadline che il nuovo progetto della serie TV della Paramount Television, Jack Ryan, era in fase di sviluppo, creato dall'ex showrunner di Lost, Carlton Cuse e dallo scrittore Graham Roland. La nuova serie è stata descritta da Deadline come "una nuova interpretazione contemporanea del personaggio che usa i romanzi come materiale di partenza". Paramount Television ha collaborato con la società di produzione di Michael Bay, la Platinum Dunes per il progetto, oltre a Skydance Media. Una settimana dopo, a seguito di una guerra di offerte tra più reti televisive, il 29 settembre 2015 è stato annunciato che il servizio di streaming di Amazon aveva acquisito i diritti della serie.
Dopo aver attraversato la fase pilota (dove Amazon ha ordinato tre script della serie che sono stati scritti da Cuse e Roland), Jack Ryan è stato ufficialmente ordinato il 16 agosto 2016, con un ordine di 8 episodi disponibile esclusivamente su Amazon Video. Il 24 aprile 2018, quattro mesi prima dell'esordio, Amazon rinnova la serie per una seconda stagione. Il rinnovo è arrivato dopo il successo della critica e commerciale del film horror di Krasinski, A Quiet Place - Un posto tranquillo. La seconda stagione sarà ambientata in Sud America, dove Ryan affronta "le forze al potere in un pericoloso regime democratico in declino". Pierce riprenderà anche il ruolo di Greer. La produzione incomincerà in estate in Europa, in Sud America e negli Stati Uniti.

### Casting
Il 29 aprile 2016, John Krasinski è stato scelto per interpretare Jack Ryan. Il 3 novembre 2016, Abbie Cornish è stata scelta per il ruolo di Cathy Muller, la fidanzata di Jack. Il 6 gennaio 2017 è stato annunciato che il regista Morten Tyldum dirigerà l'episodio pilota. Il 20 gennaio 2017, invece, è stato annunciato che il regista della serie televisiva The Americans, avrebbe diretto i successivi episodi.

### Riprese
Jack Ryan è stato girato in più location. Il 10 maggio 2017, Krasinski è stato avvistato a Washington, mentre girava alcune scene. Successivamente la serie si è spostata anche in Maryland, Virginia, Québec e in Marocco. La serie è stata girata anche a Parigi e Montreuil.

## Promozione
Nel mese di settembre del 2017, una serie di teaser promozionali sono stati caricati sugli account ufficiali della serie TV, culminati con il teaser finale che mostrava il primo filmato di John Krasinski nei panni di Jack Ryan, pubblicato il 3 ottobre 2017.
Jack Ryan ha fatto il suo esordio al New York Comic Con il 7 ottobre 2017, in concomitanza con l'uscita di un nuovo trailer. Krasinski, Cornish e i creatori Cuse e Roland hanno partecipato al panel del NYCC, dove hanno anche esordito i primi sette minuti dell'episodio pilota.
Il 30 gennaio 2018, Amazon ha pubblicato online il trailer del Super Bowl LII per Jack Ryan, cinque giorni prima dell'evento. È la prima volta che Amazon pubblica un annuncio per il Super Bowl per una serie originale. In una dichiarazione, il responsabile marketing di Amazon Studios, Mike Benson, ha dichiarato:
Ha anche annunciato che la serie verrà pubblicata il 31 agosto 2018.

## Accoglienza
La serie è stata accolta positivamente dalla critica. Sull'aggregatore di recensioni Rotten Tomatoes ha un indice di gradimento del 72% con un voto medio di 6,27 su 10, basato su 58 recensioni. Il commento consensuale del sito recita: "Sebbene non sia ricco di temi come alcuni dei suoi predecessori geopolitici, Jack Ryan è un'aggiunta soddisfacente al genere sostenuto da sequenze d'azione eccezionali e un cast piacevole", mentre su Metacritic ha un punteggio di 66 su 100, basato su 28 recensioni.
Nick Allen di RogerEbert.com ha dato alla serie una recensione positiva, scrivendo che: "Tom Clancy's Jack Ryan è tanto interessante per la sua moderazione e la sua portata, offrendo un eccellente dramma basato sui personaggi che si occupa molto di più del suo omonimo", aggiungendo: "Coloro che si sintonizzano sulla nuova serie di Amazon, Jack Ryan, sono in una grande sorpresa, in più di un modo".